# 格龙 (挪威)
格龙（挪威語：Grong）是挪威特倫德拉格郡的一個市镇，行政中心为梅迪奧村。市镇面积为1,136平方公里，人口数量为2,359人（2020年），人口密度为每平方公里2.2人。